# Cecropis
Cecropis es un género de aves paseriformes perteneciente a la familia Hirundinidae. Sus miembros viven principalmente en África y Asia tropical, aunque el área de distribución de estas golondrinas de costados rojos se extiende hasta el sur de Europa. En el pasado se clasificaban dentro de Hirundo.

## Taxonomía
La familia de las golondrinas (Hirundinidae) contiene 88 especies de pájaros que cazan insectos en pleno vuelo. Los aviones ribereños han sido reconocidos como muy diferentes y están ubicados en una subfamilia distinta, Pseudochelidoninae, mientras que las demás golondrinas y aviones están en la subfamilia Hirundininae. Los análisis de ADN sugieren que hay tres grupos grandes en la subfamilia Hirundininae, diferenciados por la forma de construir el nido. Los grupos son los «aviones excavadores», que incluye especies excavadoras de túneles como Riparia riparia, los «que se adueñan de huecos», como Tachycineta bicolor que utilizan cavidades naturales para anidar y los «constructores de nidos de barro». Las especies de este género construyen un nido cerrado de barro, por lo que son parte del último grupo. Se considera que la secuencia evolutiva va desde las especies con nido abierto (Hirundo y Ptyonoprogne), pasando por Delichon, con nidos ya cerrados, hasta Cecropis y Petrochelidon, con nidos en forma de retorta y un túnel de ingreso.

## Especies
Las especies del género, en orden taxonómico, son:
- Cecropis abyssinica - golondrina abisinia;
- Cecropis badia - golondrina ventrirrufa;
- Cecropis cucullata - golondrina cabecirrufa;
- Cecropis daurica - golondrina dáurica;
- Cecropis domicella - golondrina del Sahel;
- Cecropis hyperythra - golondrina de Sri Lanka;
- Cecropis semirufa - golondrina pechirrufa;
- Cecropis senegalensis - golondrina senegalesa;
- Cecropis striolata - golondrina estriada.